# Sailly-le-Sec
Sailly-le-Sec é uma comuna francesa na região administrativa de Altos da França, no departamento de Somme. Estende-se por uma área de 6,74 km². Em 2010 a comuna tinha 355 habitantes (densidade: 52,7 hab./km²).